# Incala leonardi
Incala leonardi är en skalbaggsart som beskrevs av Thierry Bourgoin 1929. Incala leonardi ingår i släktet Incala och familjen Cetoniidae. Inga underarter finns listade i Catalogue of Life.